# Za-bum n.2
Za-bum n.2 era un programma televisivo italiano di varietà, trasmesso la domenica sera sul Secondo Canale per 5 puntate, dal 10 ottobre al 7 novembre 1965.
Rispetto a Za-bum, trasmesso l'anno precedente, il cast presentava nuovamente Francesco Mulè, Antonella Steni, Elio Pandolfi e Piero Mazzarella, mentre entrarono Carlo Croccolo, Renzo Palmer, Rosalba Neri, Rossella Como, Gloria Paul e Didi Perego. Fra gli autori erano ancora presenti il regista Mattoli e Verde, insieme ad altri.
Il programma era basato su scenette comiche, musiche e balletti. Ogni puntata aveva due rubriche fisse: una umoristica condotta dalla Steni e da Pandolfi in costumi messicani e una ambientata a Milano e condotta da Mazzarella.